# Ål
Pour les articles homonymes, voir Al et Aal.
Ål (ou Aal) est un village et une kommune norvégienne située dans la vallée de Hallingdal dans le comté de Buskerud.

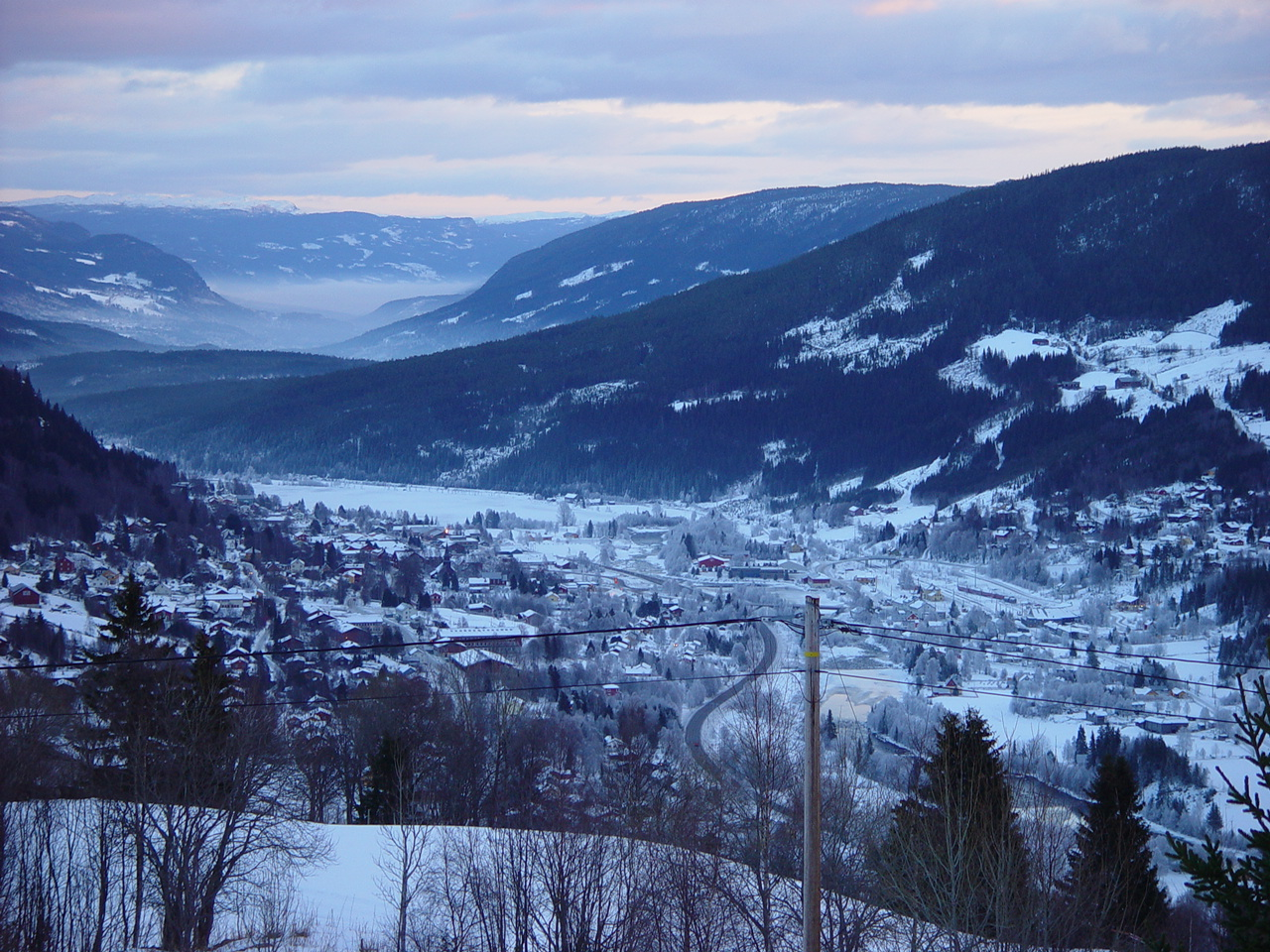
Ål sous la neige.

## Géographie
La municipalité d'Ål est bordée au nord par Lærdal et Hemsedal, à l'est Gol et Nesbyen, au sud par Nore og Uvdal, et à l'ouest par Hol.
Elle est desservie par la route nationale 7 (riksvei 7) et la ligne de Bergen entre Bergen et Oslo. Les gares d'Ål et Torpo sont situées dans la commune, mais seule celle d'Ål reçoit des services passagers réguliers. 
Le centre du village d'Ål est appelé Sundre. On y trouve une bibliothèque municipale et un cinéma ainsi que les locaux du journal Hallingdølen.

## Tourisme
- Chaque printemps a lieu un festival nommé « semaine de la musique folklorique norvégienne »
- L'église en bois debout de Torpo (stavkirke) se trouve sur la commune.
- La commune d'Ål compte presque 3 000 chalets de vacances[1].

## Personnalités liées à la commune
- Embrik Strand né en 1876 à Ål, mort en 1947 à Riga, entomologue.
- Olav Thon, né en 1923 à Ål, homme d'affaires et milliardaire.
- Eldbjørg Løwer née en 1943 à Ål, femme politique (V).
- Gjermund Bråten né en 1990 à Drammen, snowboardeur.
- Øystein Bråten né en 1995 en Ringerike, champion olympique de ski acrobatique.
- Hellbillies, fondé en 1990, groupe de folk rock.